# Tomu Sione
Tomu Sione (1941. november 17. – 2016. április) 1993–1994 között Tuvalu főkormányzója. Utána visszatért a parlamentbe, és képviselőként dolgozott. 2001-ben megkapta a GCMG-t (a Szent Mihály és Szent György lovagrend nagykeresztjét). Haláláig béke nagykövete volt Tuvaluban. A főkormányzói poszton Tulaga Manuella követte.